# Chromis albomaculata
Chromis albomaculata är en fiskart som beskrevs av Kamohara, 1960. Chromis albomaculata ingår i släktet Chromis och familjen Pomacentridae. Inga underarter finns listade i Catalogue of Life.